# 20 Anos (álbum de Fruto Sagrado)
20 Anos é um álbum de estúdio da banda Fruto Sagrado. O disco reúne duas canções inéditas e oito regravações dos álbuns O que na Verdade Somos e Distorção. Foi lançado em janeiro de 2010. A obra também foi marcada por fazer parte da chamada "terceira fase" do Fruto Sagrado, onde o principal destaque ficou por conta de Vanjor, o novo vocalista do conjunto, que entrou após a saída de Marcão da banda.
| Críticas profissionais | Críticas profissionais |
| Avaliações da crítica  | Avaliações da crítica  |
| Fonte                  | Avaliação              |
| ---------------------- | ---------------------- |
| O Propagador           | [ 3 ]                  |

## Faixas
1. "Uma Noite de Paz"
2. "Diferente dos Anjos"
3. "O Que na Verdade Somos"
4. "Ao Fim do Dia"
5. "A Sanguessuga"
6. "Superman"
7. "Não Quero Mais Acordar Assim"
8. "Escravos do Porvir"
9. "Sangue de Abel"
10. "Ninguém Me Encontrará Entre os Fracos"

## Ficha técnica
- Vanjor - vocais
- Bene Maldonado - guitarra, violão, produção musical
- Sylas Jr. - bateria e percussão
- Daniel Tinoco - teclado
- Marcos Quarterolli - baixo